# Pirita
La pirita és un mineral molt comú de la classe dels sulfurs.

## Etimologia
El nom pirita deriva del grec πυρίτης (pyritēs) que vol dir "de foc" o "en el foc", i també de πύρ (pyr) que vol dir foc. A l'antiga Roma, el nom s'aplicava a diferents minerals i roques que generaven espurnes a l'impactar contra l'acer; Plini el Vell va descriure un d'aquests minerals; molt probablement el que avui s'anomena pirita. A l'època de Georgius Agricola, cap al 1550, el terme havia esdevingut un terme genèric per a anomenar qualsevol mineral del grup de la pirita.

## Classificació
Segons la classificació de Nickel-Strunz, la pirita pertany a «02.EA: Sulfurs metàl·lics, M:S = 1:2, amb Fe, Co, Ni, PGE, etc.» juntament amb els següents minerals: aurostibita, bambollaïta, cattierita, erlichmanita, fukuchilita, geversita, hauerita, insizwaita, krutaita, laurita, penroseita, sperrylita, trogtalita, vaesita, villamaninita, dzharkenita, gaotaiita, alloclasita, costibita, ferroselita, frohbergita, glaucodot, kullerudita, marcassita, mattagamita, paracostibita, pararammelsbergita, oenita, anduoita, clinosafflorita, löllingita, nisbita, omeiita, paxita, rammelsbergita, safflorita, seinäjokita, arsenopirita, gudmundita, osarsita, ruarsita, cobaltita, gersdorffita, hol·lingworthita, irarsita, jolliffeita, krutovita, maslovita, michenerita, padmaita, platarsita, testibiopal·ladita, tolovkita, ullmannita, willyamita, changchengita, mayingita, hollingsworthita, kalungaita, milotaita, urvantsevita i rheniita.

## Característiques

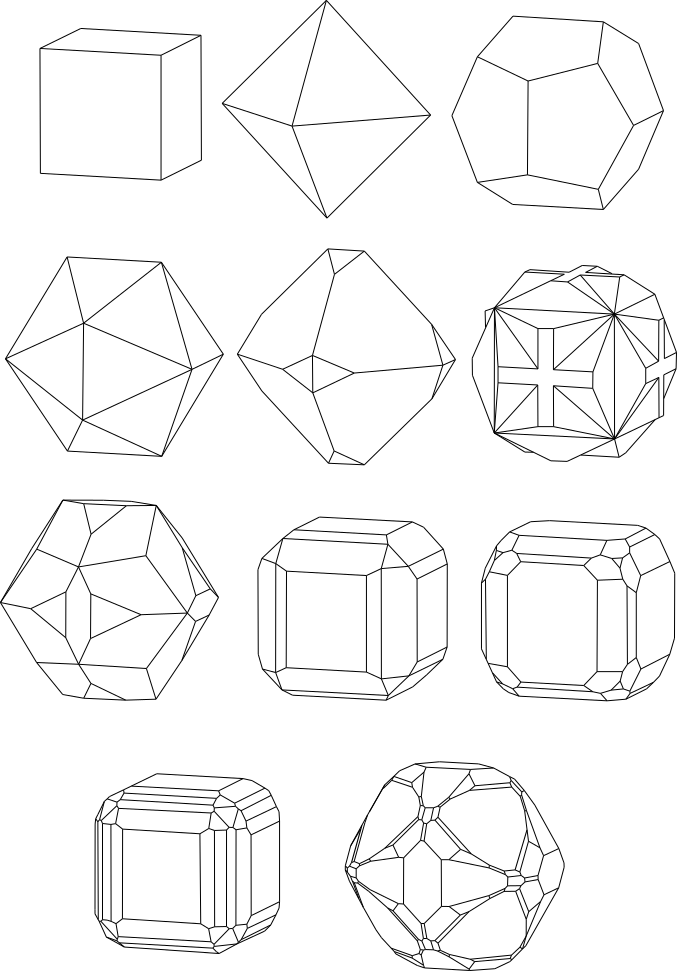
Hàbits de la pirita

La pirita és un sulfur de ferro de fórmula química FeS₂, contenint un 53,4% de sofre i un 46,4% de ferro. Cristal·litza en el sistema cúbic i acostuma a presentar estries paral·leles a les arestes comunes dels cristalls. La pirita és polimorfa de la marcassita (que cristal·litza en el sistema ortoròmbic). El color groc llautó metàl·lic de la pirita ha fet, en molts casos, que la gent el confongui amb l'or, d'aquí el sobrenom comú d'or dels ximples. En realitat és molt fàcil distingir la pirita de l'or: és molt més lleugera però més dura que l'or, no es pot ratllar amb l'ungla o amb un ganivet de butxaca, i es pot trencar fàcilment amb un martell mentre que l'or s'aixafa o es doblega.
Per oxidació es descompon en sulfats i òxid de ferro, per això és utilitzada en la producció d'àcid sulfúric i de sulfats de ferro. De la pirita se n'extreu el ferro, que és bon conductor de la calor i l'electricitat, per tant, es pot dir que la pirita és conductora de l'electricitat i la calor. És un dels minerals més importants del món quant a magnetisme. La pirita era utilitzada per obtenir espurnes, quan es colpejava amb pedrenyal, i poder fer foc.

## Formació i jaciments
La pirita és un mineral molt comú, que es troba en una àmplia varietat de formacions geològiques, des dels dipòsits sedimentaris a filons hidrotermals, i com a constituent de roques metamòrfiques. També es troba en la majoria de roques ígnies i en pegmatites.

## Varietats
La pirita presenta diferents varietats, que, en general presenten composicions químiques característiques. Una de les varietats és la pirita arsènica, que és freqüent en la natura; aquesta varietat presenta valors d'arsènic rellevants però sense arribar a considerar-se arsenopirita (FeAsS); sovint presenta zonació. Una altra varietat és la pirita aurífera; aquesta presenta diferents quantitats d'or, sovint com a mescla entre partícules incloses i la mateixa pirita. La bravoïta ((Fe,Ni)S₂) és una varietat rica en níquel,anomenada en honor del científic peruà José J. Bravo; aquesta varietat presenta un color gris metàl·lic. La bravoïta va ser descrita originalment a la mina Ragra, al Cerro de Pasco, al Perú; antigament era considerada una espècie mineral vàlida. La pirita de níquel i cobalt de Vernadsky ((Fe,Ni,Co)S₂) és una varietat rica en níquel i cobalt. La pirita cobaltífera ((Fe,Co)S₂) és una varietat rica en cobalt. La pirita cuprífera és una varietat que, com el seu nom indica, conté certa quantitat de coure. La gelpirita és una varietat amb cert contingut d'arsènic, és la forma en gel del disulfur de ferro. La pirita niquelífera és una varietat rica en níquel, i la pirita d'arsènic i tal·li ((Fe,Tl)(S,As)₂) conté tots dos elements.

## Grup de la pirita
El grup de la pirita rep el seu nom de l'espècie principal, la pirita. La seva fórmula genèrica és AX₂, on A = Au, Co, Cu, Fe, Mn, Ni, Us, Pd, Pt, Ru, i X = As, Bi, S, Sb, Se, Te. Aquest grup de minerals està format per sulfurs isoestructurals que comparteixen el grup espacial Pa3, amb una estructura diploidal en què els àtoms de A ocupen una posició centrada a les cares de la xarxa cúbica i els àtoms de X són paral·lels a les quatre diagonals del cub de la xarxa, amb cada àtom A envoltat per sis àtoms de X en coordinació octaèdrica. Els membres que integren aquest grup són:
| Espècie      | Fórmula    |
| ------------ | ---------- |
| Aurostibita  | AuSb₂      |
| Cattierita   | CoS₂       |
| Dzharkenita  | FeSe₂      |
| Erlichmanita | OsS₂       |
| Fukuchilita  | Cu₃FeS₈    |
| Gaotaiïta    | Ir₃Te₈     |
| Geversita    | PtSb₂      |
| Hauerita     | MnS₂       |
| Insizwaïta   | Pt(Bi,Sb)₂ |

| Espècie       | Fórmula         |
| ------------- | --------------- |
| Krut'aïta     | CuSe₂           |
| Laurita       | RuS₂            |
| Penroseïta    | (Ni,Co,Cu)Se₂   |
| Pirita        | FeS₂            |
| Sperrylita    | PtAs₂           |
| Trogtalita    | CoSe₂           |
| Vaesita       | NiS₂            |
| Villamaninita | (Cu,Ni,Co,Fe)S₂ |